# Butterfree
Butterfree is een vlinderachtige Pokémon. Hij is de geëvolueerde vorm van Metapod, die op level 10 evolueert. Butterfree is zowel een vlieg- als insect-type. In de eerste levels van Butterfree zijn zijn bekendste aanvallen Sleep Powder, die de vijand een paar beurten laat slapen, Tackle en Confusion, die de vijand de zogenaamde "Confused"-status kan geven. In tropische gebieden waar Butterfree leeft heeft hij andere kleuren op zijn vleugels dan in andere plaatsen. Deze Pokémon lust alles wat zoet is.

## Ruilkaartenspel
Er bestaan zeven standaard Butterfree kaarten, één Bugsy's Butterfree kaart (enkel in Japan uitgebracht) en één Butterfree FB-kaart. Al deze kaarten hebben het type Grass als element.